# Jan Hrábek
Jan Hrábek (1945 – 2003) è stato un direttore d'orchestra, arrangiatore e compositore ceco.
Le sue composizioni sono involontariamente rievocative delle grandi musiche barocche e classiche. La sua musica è ispirata dall'amore per i lavori di Bach, Vivaldi e Mozart e arricchita dalla propria espressione e la percezione del suono.
Dal 1963 al 1968 ha studiato direzione, composizione e pianoforte alla Scuola di Musica di Praga; la collaborazione con la Czech Radio Orchestra inizia invece nel 1966. Sotto la sua bacchetta, circa 300 registrazioni sono state fatte di musiche dal Seicento all'Ottocento.
Come direttore, Jan Hrábek ha ricevuto il 1º premio della Aufnahme des Jahre nel 1967 per la sua rappresentazione della 1ª sinfonia di Beethoven. Quando il suo collega Robert Stolz compose la musica per la Wiener Eisrevue (Vienna Ice Revue) fu ingaggiato come direttore e lavorò per tre anni con l'Holiday On Ice. Dal 1983 ha lavorato in Svizzera. Nel 1985 crea la band soft-classic Silverflute con la quale, dal 1994 ha suonato in tutta Europa. Nel 1995 ha ricevuto la Culture Commendation Prize dalla città di Effretikon.